# Lago Albanel
El lago Albanel (en inglés: Lake Albanel) es un lago natural de Canadá localizado en la provincia de Quebec, al este del lago Mistassini. Tiene una superficie de 445 km².
El lago está situado en la región de Jamésie, a aproximadamente 380 kilómetros al este de la bahía de James. La ruta 167 termina en el borde del lago, que está totalmente dentro de la reserva faunística de los lagos Albanel, Mistassini y Waconichi.

## Etimología
El lago Albanel se nombra en honor de Charles Albanel, un jesuita y explorador de origen francés que lo descubrió en 1672. «En 1910, la «Commission de géographie du Canada» restituyó el nombre Lac Albanel a la gran masa de agua paralela al lago Mistassini para reemplazar el nombre de Little Lake Mistassini.  La Commission de géographie, la actual «Commission de toponymie» confirmó la decisión en 1915».